# 食の軍師
『食の軍師』（しょくのぐんし）は、泉昌之による日本の漫画。『食漫』（日本文芸社）にて2010年1月発売号に読み切りが掲載され、2010年2月発売号より隔月連載として開始。その後、2010年7月発売号より毎月連載へ。「食漫」が廃刊後、『週刊漫画ゴラク』（日本文芸社）に移籍。2011年より2020年にかけて月1回連載（全100話）。2015年4月にTOKYO MXにてテレビドラマ化された。
主人公である「本郷」は、人一倍食事にこだわる独身中年男。自らの内なる「軍師」の助言に従って、種々の飲食店を食べ歩いては、完璧なる食の組み立てを追い求めている。そして彼の目の前に、ライバルとなる青年「力石」が立ちふさがる。タイトルの「食の軍師」は、本郷の内なる軍師のこと。「食の軍師」＝「蜀の軍師」で、諸葛孔明をモデルにしており、作中でも三国志のパロディーがしばしば描かれている。

## 登場人物
本郷播 (ほんごう ばん)
主人公。泉昌之作品を代表するキャラクター。作中では殆どの場合、「本郷」の苗字のみが記述されており、フルネームが作中に登場することは滅多にない。ドラマ版ではフルネームで表記されている。
ほぼ常にトレンチコートと帽子姿で、そのままの恰好で食事をする。稀に入った店のルールで帽子とコートを脱ぐ事が必要な場合があるが、その場合は勝手が違うようで、多少キャラクターが変化する。
自らの考える「粋」な食事スタイルに強いこだわりを持っており、そのこだわりは店の選び方からシチュエーション、注文の仕方、メニューの選択や食べ方・順立てまで多岐にわたる。その食の組み立ての際になにかと三国志の兵法になぞらえ、完璧な組み立てを好む（が、大抵は自滅している）。行列の出来る店には並ばない、高級店には行かない（予算を超えるため）などといったポリシーがある。
酒は専ら日本酒とビールで、それ以外の酒は余り飲まない。基本的に酒好きであり、日本酒には銘柄へのこだわりもあるが、恰好のいい食事スタイルへのこだわりから、泥酔すると勝手に自分に対して敗北認定を下す。クールなハードボイルドを気取っているが意外に下品な面もあり、特に原作では卑猥な替え歌を歌って後述の軍師に強烈な突っ込みを入れられたり（酔うと特に歌いやすい）、ドラマではお色気シーンでパンチラを覗こうとしたりしている。
なぜか力石という青年と鉢合わせすることが多く、一方的にライバルとみなして張り合っている。
何の仕事をしているのかは不明だが、スーツ姿でいることがあり、スーツが必要な職場である可能性は高い。また自動車の運転免許を持っていないようで、少なくても運転が絡んでいる仕事はできないだろうことはうかがえる。
「ない（無い）」を「ぬ!」と言うのが口癖。
力石馨 (りきいし かおる)
常にフード付きパーカ姿の青年。『あしたのジョー』の『力石徹のテーマ』をBGMに現れる。作中では苗字のみしか記述されないが、ドラマ版ではフルネームで表記された。
何故か本郷と同じ店で鉢合わせすることが多い。食事スタイルは（本郷の主観において）洗練されており、力石が登場する回は本郷がその上を行こうとして余計な事をして自滅、というオチが多い。本郷から一方的にライバル視されているが、力石自身は基本的に『（本郷は）出先の店でよく会う人』程度の認識。が、後期の話になるとわざわざ意識して本郷に食べるところを見せつけたり、舌を出してからかったりするなどのシーンもある。稀に本郷と共に旅行に行ったり同じ卓で食事をしたりすることもあり、その際には親しげに会話する場面もある（が、本郷からはやはり一方的に張り合われている）。出身は埼玉県。
基本一人で食事をする本郷に比べ、友人や女性を連れて食事をする事がある。
軍師
主人公の本郷の脳裏に存在し、助言する軍師。当初はあくまで本郷自身の脳内イメージ図のような感じだったが、次第に本郷とは別の人格があるかのような描写が増えていった。若い青年の姿と、髭を生やした中年の姿の2パターンがあるが、両者とも羽扇を手にしている。ドラマ版では「諸葛亮孔明」でクレジットされている。
ドラマでは主に2人の兵に策を伝令するが、策に溺れて自滅することもしばしば。

## 書誌情報
- 泉昌之 『食の軍師』 日本文芸社〈ニチブン・コミックス〉、全8巻
  1. 2011年1月18日発売 ISBN 978-4-537-12707-2
  2. 2012年10月31日発売 ISBN 978-4-537-12950-2
  3. 2013年10月28日発売 ISBN 978-4-537-13088-1
  4. 2015年3月28日発売 ISBN 978-4-537-13274-8
  5. 2016年3月28日発売 ISBN 978-4-537-13420-9
  6. 2017年7月29日発売 ISBN 978-4-537-13608-1
  7. 2018年10月19日発売 ISBN 978-4-537-13828-3
  8. 2020年3月28日発売 ISBN 978-4-537-14221-1

## テレビドラマ
2015年4月1日23:30よりTOKYO MXにて放送開始。（TOKYO MX放送後24:00からGYAO!より期間限定で無料配信された。また、スピンオフとして「ボクハキミニタベラレタイ」が全13話配信された。）
ドラマ版では、アバンタイトルで原作にないお色気シーンがあるのがお約束となっている。

### キャスト
- 本郷播 - 津田寛治[5]
- 力石馨 - 高岡奏輔
- 諸葛亮孔明[6] - 篠井英介
- 兵 - 黒岩司、榎木智一

#### ゲスト出演
第一話 （店名：今一）
- おでん屋オヤジ - 村松利史
- おでん屋美女 - 滝元吏紗、山崎愛香
- ミニスカートの美女 - 吉見衣世

第二話 （店名：珍小島）
- もつ焼き屋 店主 - 島田修
- 客 - 高山善廣、我善導
- ミニスカートの美女 - 青山智美

第三話 （店名：朝立て）
- 和装の老人客 - 螢雪次朗
- ミニスカートの美女 - 森あや子
- 蕎麦屋女性店員 - 千野裕子
- 洋装の老人客 - 久保正廣

第四話 （店名：玉狩寿司）
- 寿司屋の大将 - 六平直政
- 洗濯をする美女 - 麻倉まりな

第五話 （店名：揚げ満）
- 老人客・男性 - 菅登未男
- 老人客・女性 - 内山知子
- とんかつ屋店主 - 松葉眞
- とんかつ屋女将 - 間宮夕貴

第六話
- 外国人客 - デーブ・スペクター
- ミニスカートの女性 - 平川舞弥

第七話 （店名：ズラ天）
- 店主 - 温水洋一
- 美人女性客 - 簑島宏美
- 女性店員 - 白谷さおり
- 9時に夢中女 - 菅原あさひ
- 不倫客・女 - 日向みお
- 不倫客・男 - 尾竹明宏

第八話
- ホテル支配人（日比野順子） - 横山めぐみ
- ホテル研修生（藤野那美） - 徳田公華
- 女装の男 - β
- おばちゃん客 - 山梨雅子、中村梨子、如月いづみ

第九話 （店名：焼肉ファイト!）
- 長嶋さん（レンタルDVD店員） - 三浦朋香
- 女性店員 - 和栗みゆ
- カップル・男 - 奥田圭悟
- カップル・女 - つのだ香澄

第十話 （店名：焼肉ファイト!）
- 魯粛 - 今野浩喜（キングオブコメディ）
- 女性店員 - 和栗みゆ
- カップル・男 - 奥田圭悟
- カップル・女 - つのだ香澄

第十一話 （列車名：あかがねII）
- カバン屋店員 - 坂井裕美
- 売り子 - 安達優菜

第十二話 （店名：絶倫侍）
- うなぎ屋店主 - 浜野謙太
- うなぎ屋女性店員 - 森レイ子
- マッサージ屋店員 - 菜月

第十三話 （店名：吉見屋）
- 女性店員 - 早坂理恵
- カップル - 三嶋恵利香、水谷友紀、竹中義能、松本飛鳥、鈴木瀬奈、平間貴之
- ゲイバーのママ - 篠井英介

### スタッフ
- 演出 - 宝来忠昭、瀬野尾一、井川尊史
- 脚本 - 田口佳宏、小峯裕之
- 音楽 - The Screen Tones
- ナレーション - 大場真人
- 撮影 - 関満夫
- 撮影助手 - 宮下靖弘
- 照明 - ロケット
- 音声 - 宮下貴志
- 音声助手 - 鈴木香緒里
- 技術プロデュース - 浅野典之
- 音響効果 - 金子寛史
- プロデューサー - 高橋知子、哘誠、吉見健士
- アシスタントプロデューサー - 古賀郁美、菊池武博
- アソシエイトプロデューサー - 松田糸七子、八木仁、中野剛、三田村裕一
- 制作 - NAS、共同テレビジョン
- 製作 - 食の軍師製作委員会（NAS、TOKYO MX、GYAO!、共同テレビジョン、日本コロムビア、東映ビデオ、東映）
- ミニチュア協力 - 三国志演義ミュージアム KOBE三国志ガーデン

### 主題歌
在日ファンク「ぜいたく」（日本コロムビア）

### 放送日程
| 各話       | 放送日  | サブタイトル     | 脚本     | 演出     |
| ---------- | ------- | ---------------- | -------- | -------- |
| 兵法の一   | 4月1日  | おでんの軍師     | 田口佳宏 | 宝来忠昭 |
| 兵法の二   | 4月8日  | もつ焼きの軍師   | 小峯裕之 | 宝来忠昭 |
| 兵法の三   | 4月15日 | 蕎麦屋の軍師     | 田口佳宏 | 宝来忠昭 |
| 兵法の四   | 4月22日 | 寿司の軍師       | 小峯裕之 | 瀬野尾一 |
| 兵法の五   | 4月29日 | とんかつの軍師   | 田口佳宏 | 井川尊史 |
| 兵法の六   | 5月6日  | どぜうの軍師     | 小峯裕之 | 瀬野尾一 |
| 兵法の七   | 5月13日 | 天ぷらの軍師     | 小峯裕之 | 宝来忠昭 |
| 兵法の八   | 5月20日 | バイキングの軍師 | 田口佳宏 | 井川尊史 |
| 兵法の九   | 5月27日 | 焼肉の軍師 前編  | 田口佳宏 | 宝来忠昭 |
| 兵法の十   | 6月3日  | 焼肉の軍師 後編  | 田口佳宏 | 宝来忠昭 |
| 兵法の十一 | 6月10日 | 弁当の軍師       | 小峯裕之 | 瀬野尾一 |
| 兵法の十二 | 6月17日 | うなぎの軍師     | 小峯裕之 | 井川尊史 |
| 兵法の十三 | 6月24日 | すき焼きの軍師   | 田口佳宏 | 宝来忠昭 |

### 放送局
| 放送地域 | 放送局       | 放送期間               | 放送日時           | 放送系列       |
| -------- | ------------ | ---------------------- | ------------------ | -------------- |
| 東京都   | TOKYO MX1    | 2015年4月1日 - 6月24日 | 水曜 23:30 - 24:00 | 独立局         |
| 愛知県   | テレビ愛知   | 2015年7月6日 -         | 月曜 1:05 - 1:35   | テレビ東京系列 |
| 石川県   | 北陸朝日放送 | 2015年9月9日 -         | 水曜 2:05 - 2:35   | テレビ朝日系列 |
| 熊本県   | 熊本朝日放送 | 2015年10月1日 -        | 木曜 2:00 - 2:30   | テレビ朝日系列 |
| 北海道   | 北海道テレビ | 2015年12月18日 -       | 金曜 1:28 - 1:58   | テレビ朝日系列 |